# شبه‌جزیره تکه

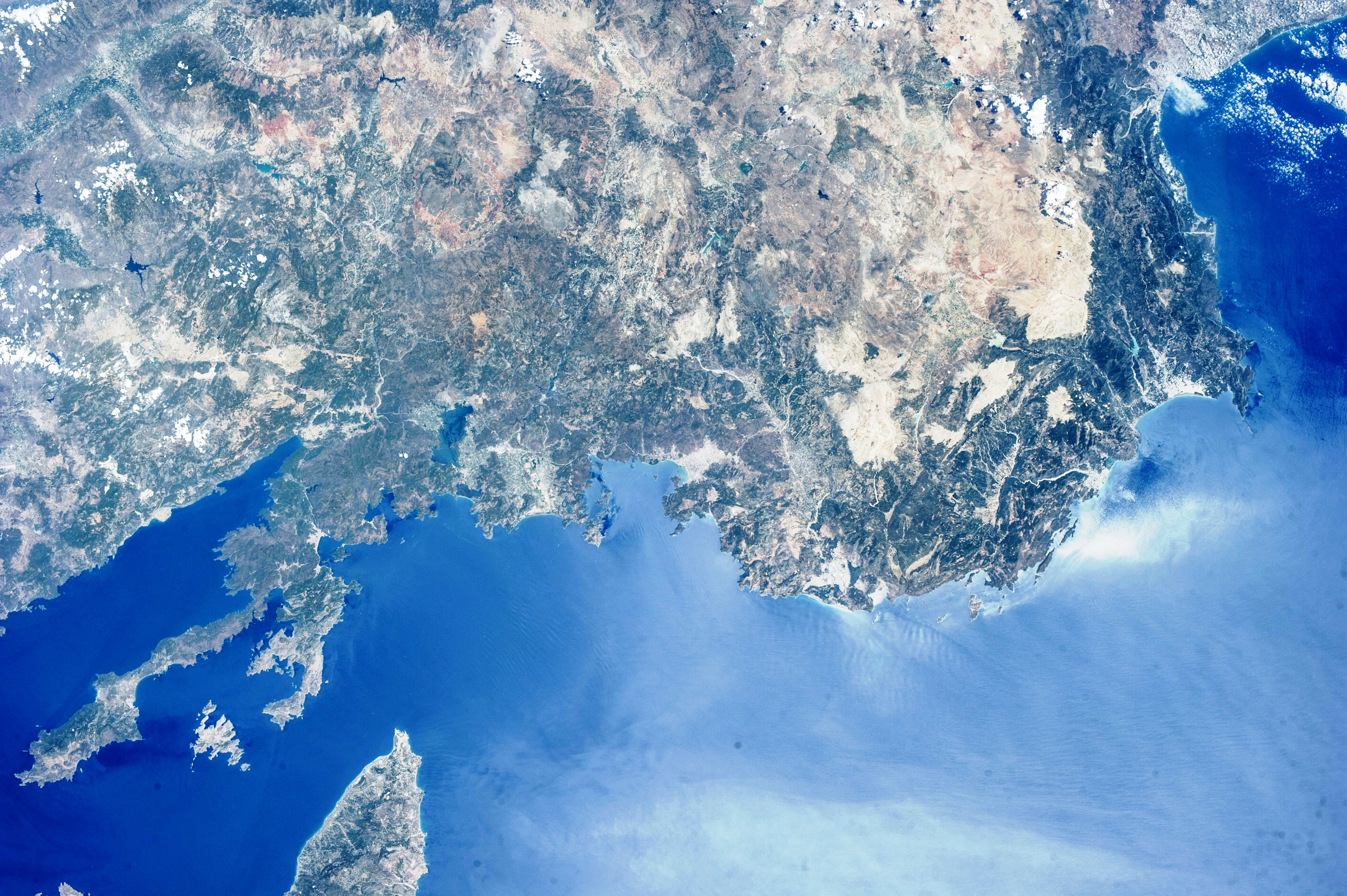
نقشه ماهواره ای شبه جزیره تکه

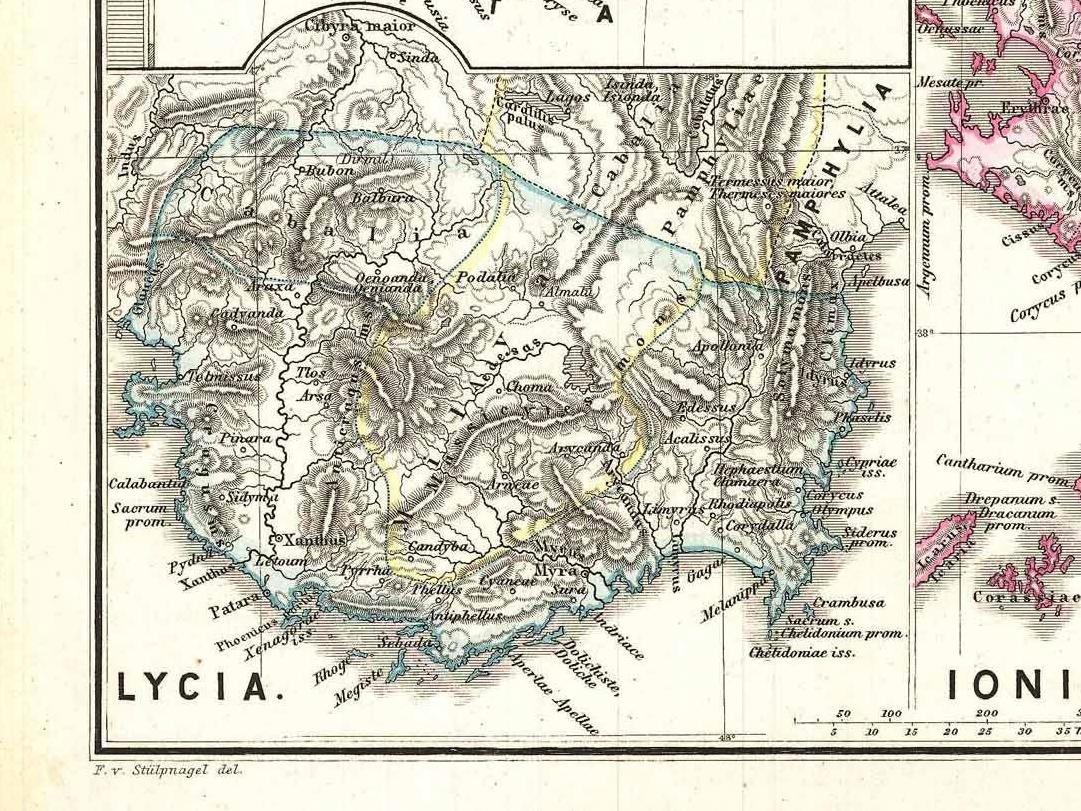
نقشه قدیمی موقعیت شبه جزیره تکه

شبه جزیره تِکه (به تُرکی: Teke Yarımadası، انگلیسی: Teke Peninsula) همچنین به عنوان منطقه تکه نیز شناخته می شود، شبه جزیره ای است که در جنوب غربی ترکیه بین خلیج های آنتالیا و فتحیه که تا دریای مدیترانه امتداد دارد واقع شده است و با منطقه دریاچه های ترکیه در شمال هم مرز است.
در دوران باستان به لیکیا معروف بود. نام آن از قبیله تکه (یکی از قبایل تُرک) گرفته شده است، که در زمان سلطنت سلجوقیان روم در این منطقه مستقر شده اند. همچنین در این ناحیه، بِیگ‌نشین پسرانِ تِکه یا بِیگ‌نشین تکه (ترکی استانبولی: Tekeoğulları Beyliği، انگلیسی: Beylik of Teke) که از ملوک‌الطوائف ترکمن در آسیای کوچک یا بیگ‌نشین‌هایی بود که در اوایل قرن چهارده میلادی پس از فروپاشی سلطنت سلجوقیان روم، توسط تُرکان اغوز تاسیس شد حکومت می کردند.
نهرهای اصلی منطقه نهر آلاکار در شرق و ایشن نهر در غرب است. 
بقایای شهرهای باستانی منطقه شامل الیمپوس، میرا، زانث، لیتوون، پاتارا، لیمیرا است. سکونتگاه هایی از قبیل کمر، المالی، قوملوجا، فنیقه، دمره (که قبلاً: کاله)، کاش، کالکان، کنینک نیز برای گردشگری دارای اهمیت هستند.